# Acrocercops leucotoma
Acrocercops leucotoma là một loài bướm đêm thuộc họ Gracillariidae. Nó được tìm thấy ở Queensland.